# My Life (сингл Slaughterhouse)
«My Life» — другий сингл з Welcome to: Our House, другого студійного альбому хіп-хоп супергурту Slaughterhouse. 15 травня 2012 р. окремок з'явився на iTunes. У пісні використано семпл з треку «The Rhythm of the Night» гурту Corona.

## Відеокліп
28 червня 2012 р. на VEVO-каналі Slaughterhouse на сайті Youtube відбулась прем'єра відеокліпу. У ньому також знявся Eminem.

## Список пісень
Цифровий сингл
| #  | Назва                             | Автор | Продюсери           | Тривалість |
| -- | --------------------------------- | --- | ------------------- | ---------- |
| 1. | «My Life» (з участю Cee Lo Green) | Р. Монтґомері, Дж. Бадден, Дж. Ортіз, Д. Вікліфф, Н. Ворвор, Р. Діаз, М. Ґеффі, Ф. Бонтемпі, Е. Ґордон, Дж. Спанья, П. Ґленістер, T. Коллавей | StreetRunner, Sarom | 4:25       |

## Чартові позиції
| Чарт (2012)          | Найвища позиція |
| -------------------- | --------------- |
| Канада               | 87              |
| US Hot Digital Songs | 57              |
| US Top Heatseekers   | 22              |